# Madaparlaspis bosseri
Madaparlaspis bosseri är en insektsart som beskrevs av Mamet 1962. Madaparlaspis bosseri ingår i släktet Madaparlaspis och familjen pansarsköldlöss.
Artens utbredningsområde är Madagaskar. Inga underarter finns listade i Catalogue of Life.